# Drumheller
Drumheller je menší město, nacházející se v údolí Jelení řeky (Red Deer River) na jihu kanadské provincie Alberta (asi 110 km severovýchodně od Calgary). Aglomerace zde byla založena roku 1910 kolonelem Samuelem Drumhellerem, který zde začal o rok později dolovat uhlí. Od roku 1913 byl Drumheller obcí, od roku 1930 pak městem. V roce 1997 byl překategorizován na městečko. Průměrná nadmořská výška činí asi 670 m n. m. Počet obyvatel dosahuje téměř 8000 (k roku 2006). V okolí města se nacházejí rozsáhlé výchozy geologického souvrství Horseshoe Canyon s četnými objevy dinosauřích fosilií.
Významnou místní atrakcí je sklolaminátová naddimenzovaná socha tyranosaura, která ční do výšky 26,2 metru a nabízí výhled na Badlands s paleontologickými lokalitami. Ve městě sídlí také Royal Tyrrell Museum of Palaeontology, počtem sbírek nejvýznamnější paleontologické muzeum v Kanadě. Bylo otevřeno 25. září roku 1985 a ročně jej navštíví kolem 375 tisíc návštěvníků.